# Muhtereme Hatun
Muhtereme Hatun byla konkubína osmanského sultána Bayezida II.

## Život
Její syn Mehmed se narodil v Amasyi, když byl Bayezid ještě princem. Podle tureckých tradic museli všichni princové pracovat jako guvernéři provincií, aby byli připraveni na vládu. Mehmed byl poslán do Kefe a Muhtereme jej doprovázela. 
Mehmed zemřel v roce 1505 a Muhtereme se odstěhovala do Bursy. Společně s Mükrime Hatun, manželkou prince Şehinşaha vybudovaly mešitu v Izniku. Byla pohřbena v Burse. 